# 溫吉雅·納帕爾佳里
溫吉雅·納帕爾佳里（英語：Wintjiya Napaltjarri，亦拼作、或；約1923至1934年—2014年），又稱溫吉雅·納帕爾佳里一號，是來自澳洲西部沙漠文化區的澳洲原住民藝術家。她是藝術家瓊基雅·納帕爾佳里的妹妹，兩人同為托巴·賈卡馬拉的妻子，溫吉雅與托巴育有五名子女。
溫吉雅於1994年在北領地哈斯特布拉夫參與集體繪畫計畫與蠟染布創作，由此展開其當代澳洲原住民藝術生涯。她同時擅長乾刻版畫技法，其繪畫多以「飛蟻卵」（waturnuma）與「髮繩裙」（nyimparra）等圖像為主題，慣用鮮明紅黑色調襯托白底背景。
溫吉雅的作品曾入選2007年與2008年澳洲全國原住民與托雷斯海峽島民藝術獎決賽，並獲新南威爾斯美術館、北領地博物館暨美術館、澳洲國立美術館、維多利亞國立美術館等公眾典藏機構收藏，其作品亦收錄於維吉尼亞大學克魯格-魯原住民藝術收藏館。

## 生平

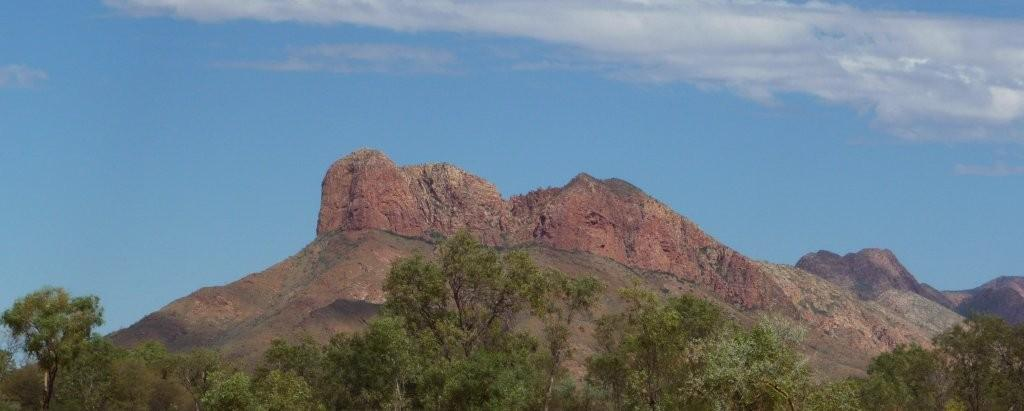
哈斯特布拉夫——溫吉雅出生後家族首個定居地，亦為其繪畫生涯起點

據2004年西部沙漠畫家研究資料推測，溫吉雅約生於1923年；新南威爾斯美術館紀錄為1932年；學者薇薇安·強森則提出1932年或1934年兩種可能。出生年份的模糊性部分源自原住民以事件相互參照的紀年傳統。
納帕爾佳里（瓦爾皮瑞語作Napaljarri，西部沙漠方言作Napaltjarri）為澳洲原住民皮膚名系統中的十六種分組名稱之一，用於標示中澳原住民的親屬關係、理想婚姻配對與圖騰關聯。此類名稱雖常用作稱謂，但不同於歐洲姓氏概念。溫吉雅為藝術家本名，有時被稱為「溫吉雅·納帕爾佳里一號」，以區別同地區另一位別稱「溫吉雅二號」的藝術家溫吉雅·摩根·納帕爾佳里（亦名溫吉雅·里德·納帕爾佳里）。
溫吉雅出生於瓦隆古魯（賓土比語稱金托爾）西北部或東北部地區。強森記載其出生地為穆帕林雅——「金托爾東北方一處沼澤泉地」，位於愛麗斯泉以西。與許多同地區藝術家相似，溫吉雅家族於1950年代遷入哈斯特布拉夫定居點，1960年代移居帕普尼亞。1981年金托爾建立後，舉家遷往該地。其母語為賓土比語，幾乎不諳英語。作為藝術家瓊基雅·納帕爾佳里的姊妹，兩人同為托巴·賈卡馬拉的妻子（其首任妻子為恩甘伊瑪·納帕爾佳里），托巴之子特基·托爾森·朱普魯拉乃帕普尼亞圖拉藝術運動重要創始成員。溫吉雅與托巴育有五名子女：兒子邦迪（1953年生）與林賽（1961年生，已故）；女兒魯比莉（1955年生）、克萊兒（1958年生）與艾琳（1960年生）。2008年時雖看似孱弱，她仍能靈活地教導孫女追捕巨蜥的技巧。
納帕爾佳里於2014年在瓦隆古魯逝世。

## 藝術生涯

### 背景

溫吉雅2006年無題作品，展現其標誌性白底紅黑配色與「飛蟻卵」（waturnuma）、「髮繩裙」（nyimparra）圖騰

1971年，帕普尼亞的原住民男性在教師傑佛瑞·巴頓協助下，運用西方繪材創作壁畫與帆布畫，開啟西部沙漠當代原住民藝術。這類以壓克力顏料表現人體彩繪與沙畫傳統的創作，隨著1983年政府支持的藝術計畫推行，迅速遍及中澳原住民社區。至1980-90年代，此類作品已獲國際展覽。首批藝術家（包含帕普尼亞圖拉藝術公司的所有創始成員）均為男性，且中澳賓土比男性曾抵制女性參與繪畫。然而許多女性渴望參與，1990年代起大量女性開始創作。在金托爾、尤恩杜穆、巴爾戈等西部沙漠社區與衛星定居點，人們開始專為展售創作藝術品。

### 創作歷程
1970年代起，納帕爾佳里運用傳統技藝製作因提尼種子項鍊、草蓆與籃筐等工藝品，包含三齒稃草編織。當金托爾女性（含溫吉雅與瓊基雅姊妹）開始創作帆布畫時，其風格與已繪畫多年的男性同儕迥異。溫吉雅初期參與集體創作，1992年與其他女性共同繪製金托爾婦女中心壁畫。其後加入金托爾與哈斯特布拉夫女性繪畫營，合作完成「一系列大型共享夢創時代主題聯畫」（夢創故事承載世代相傳的重要知識、文化價值與信仰體系）。25名女性參與規劃包含三幅3米見方與兩幅3×1.5米的作品；瓊基雅與溫吉雅在準備過程中表演儀式舞蹈。儘管白內障影響視力，姊妹仍堅持參與。與瑪金蒂·納帕南卡情況相似，白內障手術後溫吉雅的用色更顯明快。關於手術時間，強森記載為1999年，但密切合作的藝術中心協調員瑪麗娜·斯特羅基指出是1994年。2000年代初期，溫吉雅與姊妹在金托爾作畫，但2008年時改於「其『兒子』特基·托爾森舊居外的寡婦營地」創作。
瓊基雅與溫吉雅不僅限於帆布畫創作。2001年，維多利亞國立美術館購藏一幅姊妹與其他藝術家合作的蠟染作品，及一幅溫吉雅獨立完成之作。這些作品源自1994年6月後北領地政府教育部職員吉爾·斯夸爾斯與泰瑞絲·霍南為哈斯特布拉夫女性開設的蠟染工作坊，溫吉雅參與的多幅作品直至1995年才完成。其蠟染與後續繪畫中反覆出現的圓形標記，象徵其核心主題「飛蟻卵」（waturnuma），另包含「樹狀有機圖案」與「髮繩裙」（nyimparra）表現。姊妹倆亦涉足乾刻版畫；澳洲國立美術館現藏溫吉雅2004年創作的《瓦提亞瓦努》與《尼姆帕拉》。
溫吉雅作品曾於1990年代末參與弗林德斯大學舉辦的帕普尼亞圖拉繪畫史回顧展。藝評家克里斯汀·尼科爾斯評價其《瓦塔努瑪》為萌芽期作品，色彩運用細膩且展現對物象與空間關係的敏銳感知。瑪麗娜·斯特羅基指出，相較蠟染的柔潤色調，溫吉雅繪畫慣用「近乎純白襯托黑紅的強烈對比」。海蒂·帕金斯與瑪吉·韋斯特認為，金托爾女性藝術家如溫吉雅與瓊基雅的作品中，「顏料質地彷彿重現女性儀式身體彩繪的濃郁筆觸」。
溫吉雅的《金托爾西側岩洞》入選2007年澳洲全國原住民與托雷斯海峽島民藝術獎決賽；另一作品《金托爾西側鄉野》則入選2008年決賽。其作品曾參與多項重要展覽，如：《帕普尼亞女性》聯展（悉尼烏托邦藝術畫廊，1996）；《拉基瓦拉：澳洲原住民與托雷斯海峽長布》（維多利亞國立美術館，1998–99）；《二十五年與超越：帕普尼亞圖拉繪畫》（弗林德斯大學藝術博物館，1999）；《帕普尼亞圖拉：起源與天才》（新南威爾斯美術館，2000）及《地標》（維多利亞國立美術館，2006）。2005年布里斯本伍隆加巴藝術畫廊舉辦其首次個展，2010年墨爾本畫廊亦舉辦個展。同年，其版畫入選弗里曼特爾藝術中心年度版畫獎。2013年，她入圍西澳洲原住民藝術獎十六強。
溫吉雅作品獲南迦拉（又稱埃貝斯收藏）等重要私人機構典藏，並被新南威爾斯美術館、北領地博物館暨美術館、維多利亞國立美術館等公眾機構收藏。國際上，其作品藏於荷蘭烏特勒支的原住民藝術博物館與維吉尼亞大學克魯格-魯埃原住民藝術收藏。溫吉雅與瓊基雅的作品在拍賣市場流通，成交價達數千澳元。
2018年，溫吉雅作品參與菲利普斯收藏館《標記無限：澳洲原住民當代女性藝術家》特展。

## 主要收藏
- 新南威爾斯美術館[1]
- 藝術銀行[1]
- 北領地博物館暨美術館[3]
- 澳洲國立美術館[21]
- 維多利亞國立美術館[1]
- 北領地最高法院[3]
- 維吉尼亞大學克魯格-魯原住民藝術收藏館

## 獎項
- 2007年 – 澳洲全國原住民與托雷斯海峽島民藝術獎第24屆決選入圍[24]
- 2008年 – 澳洲全國原住民與托雷斯海峽島民藝術獎第25屆決選入圍[25]

## 外部連結
- 人像攝影師格雷格·韋特拍攝的溫吉雅·納帕爾佳里等多位原住民藝術家肖像